# Vagány nők klubja (film)
A Vagány nők klubja (eredeti cím: Divine Secrets of the Ya-Ya Sisterhood) 2002-ben bemutatott amerikai vígjáték. Callie Khouri rendezte, Rebecca Wells azonos című regénye alapján. 
A főszerepben Sandra Bullock és Ellen Burstyn látható.

## Cselekmény
Sidda Walker (Sandra Bullock) sikeres drámaírónő a New York-i Broadwayn. Legújabb premierje alkalmával interjút ad egy magazinnak, amelyben mesél boldogtalan gyermekkoráról. Amikor a riporter felnagyítja a nő panaszait, Sidda édesanyja felháborodottan olvassa a sorokat több ezer kilométerrel távolabb és újra felszínre tör a kettejük közti feszültség. Sidda rejtélyes körülmények közt eltűnik; édesanyja barátnői rabolják el, majd Louisianába viszik, hogy Siddát szembesítsék a valósággal. Itt mesélnek neki édesanyja zaklatott gyermekkoráról, melyben szigorú anyja és élete első szerelmének elvesztése miatt is szenvedett. A három barátnőnek köszönhetően Sidda elkezdi megérteni és elfogadni édesanyját.

## Szereposztás
| Szerep                            | Színész             | Magyar hangja (1. szinkron) |
| --------------------------------- | ------------------- | --------------------------- |
| Siddalee „Sidda” Walker           | Sandra Bullock      | Für Anikó                   |
| Sidda gyermekként                 | Allison Bertolino   | N/A                         |
| Connor McGill                     | Angus MacFadyen     | Harmath Imre                |
| Viviane Joan „Vivi” Abbott Walker | Ellen Burstyn       | Tímár Éva                   |
| Vivi fiatalon                     | Ashley Judd         | Gubás Gabi                  |
| Vivi gyermekként                  | Caitlin Wachs       | N/A                         |
| Shepherd James „Shep” Walker      | James Garner        | Bitskey Tibor               |
| Shep Walker fiatalon              | David Lee Smith     | Szabó Sipos Barnabás        |
| Aimee Malissa „Teensy” Whitman    | Fionnula Flanagan   | Fodor Zsóka                 |
| Teensy fiatalon                   | Jacqueline McKenzie | N/A                         |
| Caro Eliza Bennett                | Maggie Smith        | Kassai Ilona                |
| Caro Bennett fiatalon             | Katy Selverstone    | N/A                         |
| „Buggy” Abbott, Vivi anyja        | Cherry Jones        | Bessenyei Emma              |
| Necie Rose Kelleher               | Shirley Knight      | Halász Aranka               |
| Necie Kelleher fiatalon           | Kiersten Warren     | Makay Andrea                |